# Parafia Niepokalanego Poczęcia Najświętszej Maryi Panny w Siekowie
Parafia św. Niepokalanego Poczęcia Najświętszej Maryi Panny w Siekowie – parafia rzymskokatolicka, znajdująca się w archidiecezji poznańskiej, w dekanacie przemęckim. 